# Federația Română de Bridge
Federația Română de Bridge (FRB) este organismul de conducere al bridge-ului din România. Înființată în anul 1990, este membră a Comitetului Olimpic Român (COSR), a European Bridge League (EBL) și a World Bridge Federation (WBF).